# コンスティトゥシオン (ブエノスアイレス)
コンスティトゥシオン(Constitución)は、アルゼンチンの首都ブエノスアイレス特別区にある地区（バリオ）である。コムーナ1に属しており、人口は45,860人である。市の中心部から約2km南にある。地区の名称は「憲法」の意味。
一大鉄道ターミナルであるプラサ・コンスティトゥシオン駅やコンスティトゥシオン広場を中心に市街地が発達している。ブエノスアイレス地下鉄、バス（特にコレクティーボ60）、自動車（6月9日通り、サン・フアン通り、カセーロス通り、5月25日通りなど）で容易にアクセスできる。

## 歴史

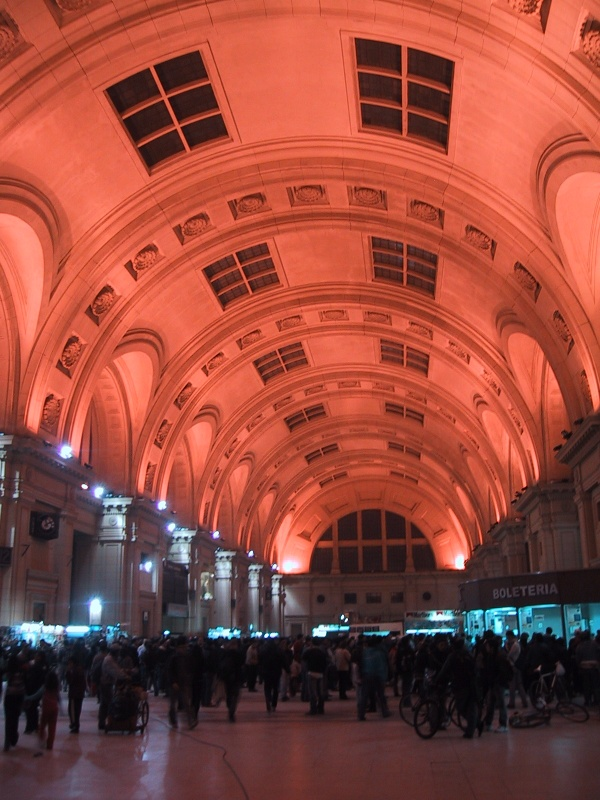
コンスティトゥシオン駅の天井

現在のコンスティトゥシオン地区に当たる地域は、植民地時代にはブエノスアイレスの郊外だった。1769年に教区として認められ、1777年にブエノスアイレスに編入された。ベツレヘム派の布教活動の拠点であり、彼らはローマ・カトリック教会の鎮圧（1821年）まで回復期の患者の診療所を維持した。この地区は巨大なファーマーズマーケットがあり、市南部の他地区に対する相対的な標高の高さが開発を促した。1856年、マーケットは公布されたばかりのアルゼンチンの憲法に敬意を表して名を変え、すぐに地区名称も現行の名称に変更された。
1864年にブエノスアイレス・グレート・サザン鉄道の建設が始まり、駅や市場を中心に移民の居住区として急速に発展した。1885年には、コンスティトゥシオン広場のために市場が取り壊され、また新しい鉄道駅の起工式が行なわれた。1844年には英国国教会のリバーエンド・バートン・ロッジによって非営利の診療所が開設され、1877年にブリティッシュ病院となり、現在でも地区最大の病院である。1891年に急進市民同盟の共同設立者となったイポリト・イリゴージェンはコンスティトゥシオン地区で生まれ育った。イリゴージェンは1912年に男子普通選挙の実施を承認させることに成功すると、1916年には初めての男子普通選挙で大統領に選出され、2度に渡って大統領職を務めた。1929年に世界恐慌が起こると軍部で体制変革を求める声が高まり、翌年には軍部がクーデターを起こしてイリゴージェンの実家は荒らされた。
1976年に就任したオスバルド・カッシアトーレ市長は8本の都市高速道路を建設する計画を立て、市内にあるふたつの大通り、5月25日通りと7月9日大通りはコンスティトゥシオン駅の北側で交わっている。この道路は都市中心部への通勤者にとって大きな利益となったが、中流階級住民の郊外への流出につながった。

## ギャラリー

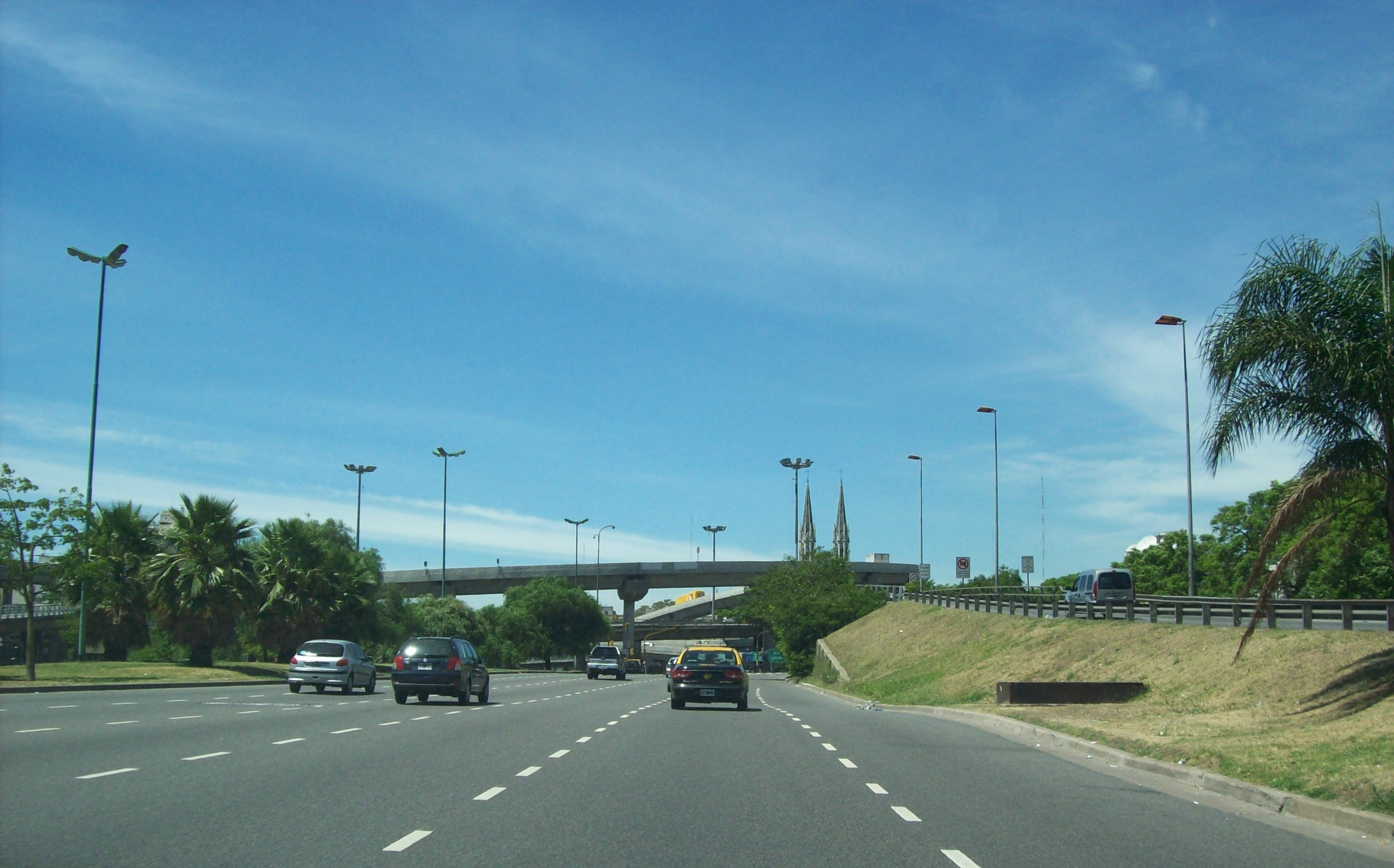
7月9日大通りの高速道路
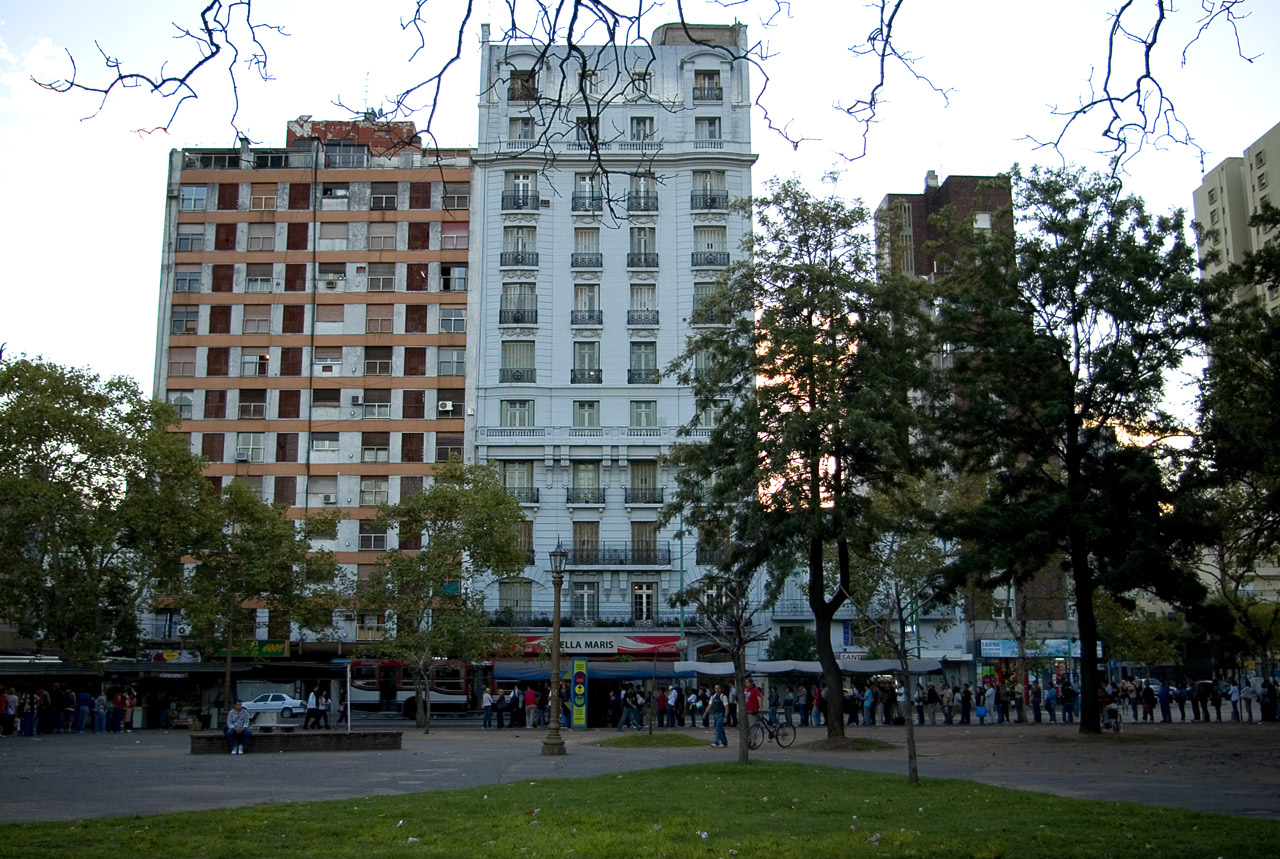
コンスティトゥシオン広場
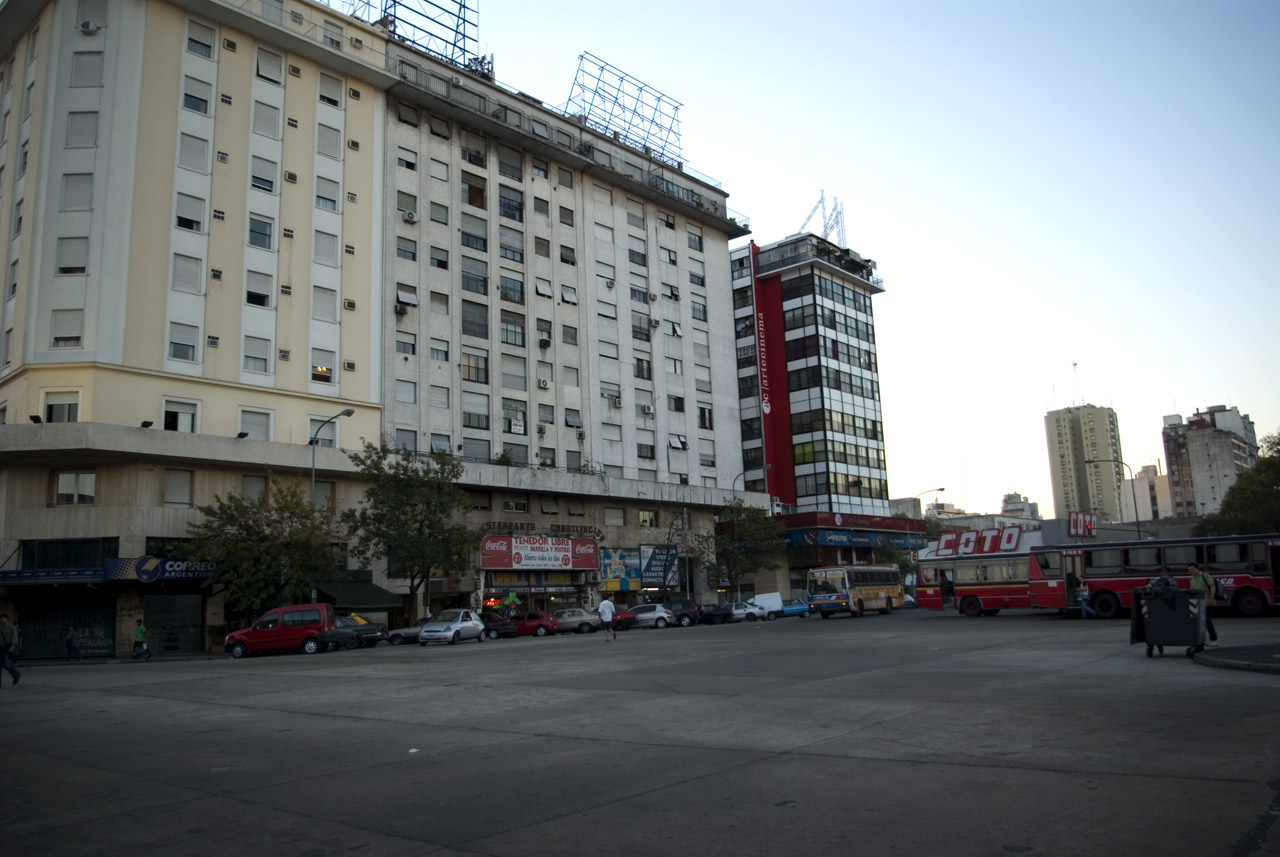
コンスティトゥシオン駅近くの合理主義建築
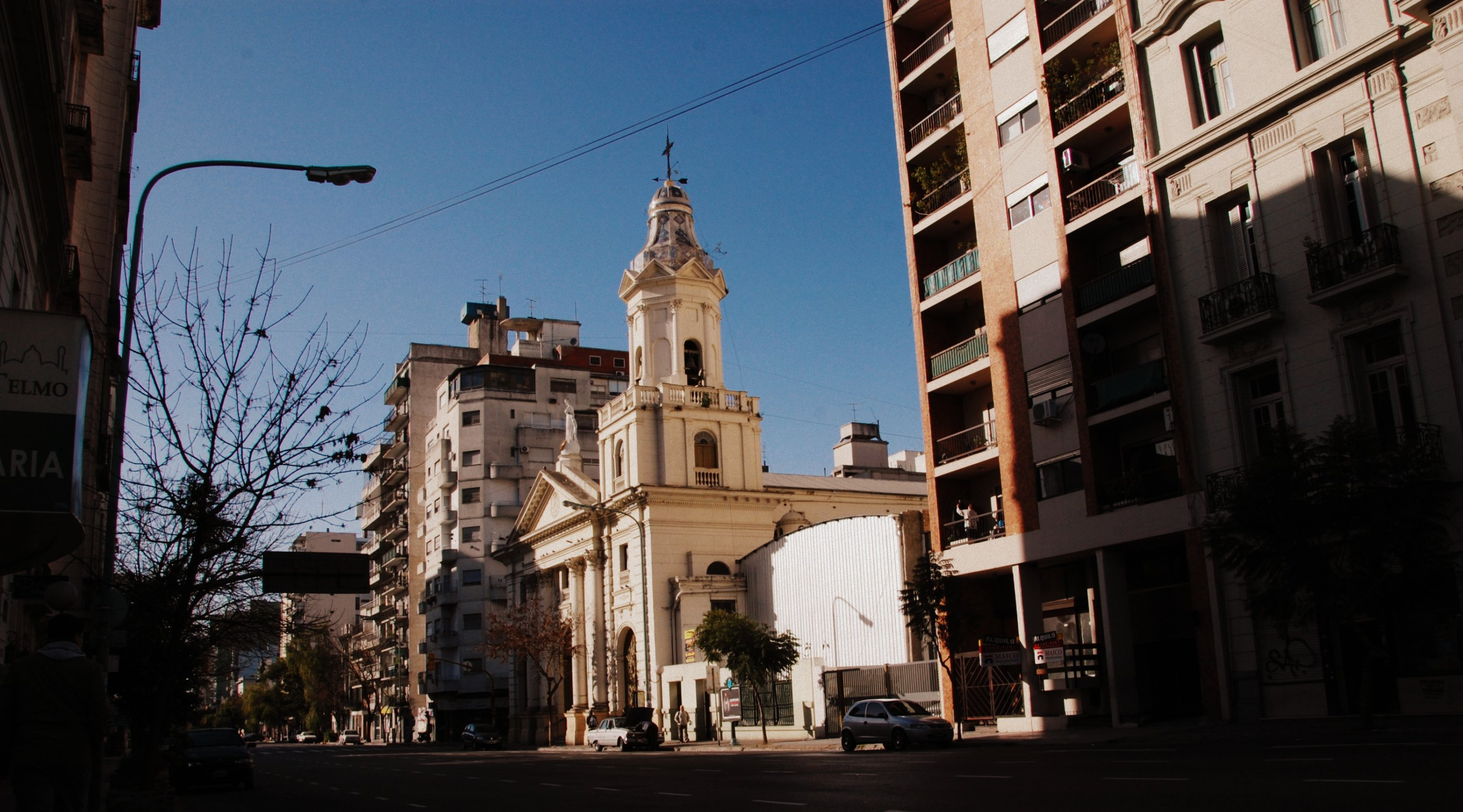
インデペンデンシア通り